# Portaalgraf

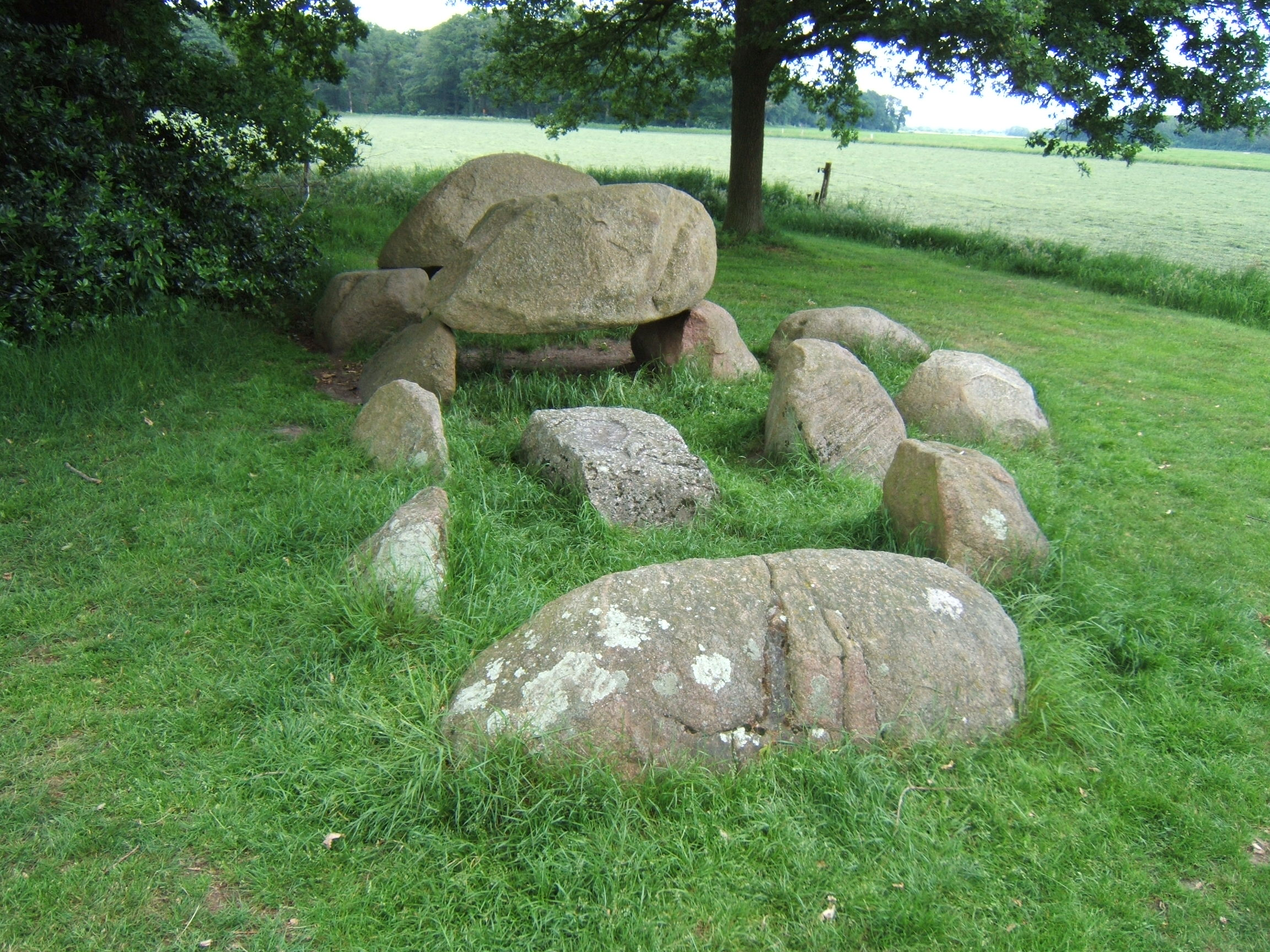
Hunebed D2 met op de voorgrond een sluitsteen, een restant van een deksteen ligt in de grafkelder en de poortstenen zijn rechts te zien

Een portaalgraf is een type hunebed. De kamer is gemaakt met draagstenen en met sluitstenen aan de uiteinden. Het geheel werd afgedekt door dekstenen.
Een portaalgraf heeft een ingang in het midden van de lange zuidzijde. Deze ingang (het portaal) is gemaakt met een setje  poortstenen  (twee poortzijstenen met daarop een poortdeksteen). Als er meer  setjes poortstenen zijn, spreekt men van een ganggraf. Doordat de poortstenen  net als de kransstenen  later gemakkelijk  mee te nemen waren, zijn er veel verdwenen. De meeste grotere hunebedden hadden twee setjes poortstenen en waren dan ook oorspronkelijk ganggraven.
De volgende Drentse hunebedden zijn van het type portaalgraf:
- D1
- D2
- D7
- D8
- D9
- D12
- D21
- D34